# 洗馬村
洗馬村（せばむら）は、長野県東筑摩郡にあった村。現在の塩尻市大字洗馬、松本市空港東にあたる。

## 地理
- 山：長興寺山
- 河川：奈良井川、小曽部川

## 歴史
- 1874年（明治7年）10月25日 - 筑摩県筑摩郡本洗馬村・小曽部村・岩垂村が合併して洗馬村となる。
- 1876年（明治9年）8月21日 - 長野県の所属となる。
- 1878年（明治11年）1月4日 - 郡区町村編制法の施行により、東筑摩郡の所属となる。
- 1889年（明治22年）4月1日 - 町村制の施行により、洗馬村が単独で自治体を形成。
- 1961年（昭和34年）6月28日 - 塩尻市に編入。同日洗馬村廃止。
- 1982年（昭和57年）4月1日 - 旧村域の一部（現・空港東）が松本市に編入。

## 交通

### 鉄道路線
日本国有鉄道中央本線の洗馬駅は隣接する旧宗賀村に所在している。